# Grand Prix na Żużlu 2009
Grand Prix IMŚ 2009 (SGP) – piętnasty sezon walki najlepszych żużlowców świata o medale w formule Grand Prix. W sezonie 2009 o tytuł walczyło 16 (15+1 zawodnik z „dziką kartą”) zawodników w 11 turniejach.

## Uczestnicy Grand Prix
Zawodnicy z numerami 1-15 w sezonie 2009 wystartowali we wszystkich turniejach (ośmiu z Grand Prix 2008, trzech z eliminacji do GP 2009 oraz czterech nominowanych przez Komisję Grand Prix; ang. SGP Commission). Dodatkowo na każdą rundę Komisja Grand Prix przyznawała „dziką kartę” oraz dwóch zawodników zapasowych (rezerwy toru). Zawodnicy z czołowych miejsc z eliminacji do GP 2008 (nie premiowanych awansem) zostali przez Komisję Grand Prix wpisani na listę kwalifikowanej rezerwy (zawodnicy kwalifikowanej rezerwy), który w wyniku np. kontuzji zastępowali stałego uczestnika cyklu w danej rundzie.
- Zakwalifikowani zawodnicy:

Czołowa ósemka z Grand Prix 2008:
1.  Nicki Pedersen
2.  Jason Crump
3.  Tomasz Gollob
4.  Greg Hancock
5.  Hans Andersen
6.  Leigh Adams
7.  Andreas Jonsson
8.  Rune Holta
- Czołowa trójka z eliminacji do Grand Prix:

12.  Kenneth Bjerre
13.  Grzegorz Walasek
14.  Sebastian Ułamek
- Nominowani zawodnicy:

9.  Scott Nicholls
10.  Fredrik Lindgren
11.  Chris Harris
15.  Emil Sajfutdinow
- Zawodnicy z dziką kartą (nr 16.) oraz Zawodnicy rezerwy toru (nr 17 i 18):

16. dzika karta
17. rezerwa toru
18. rezerwa toru
- Zawodnicy kwalifikowanej rezerwy (z eliminacji do Grand Prix 2009):

19.  Niels Kristian Iversen
20.  Tomasz Jędrzejak
21.  Ryan Sullivan
22.  Jesper B. Monberg
23.  Adrian Miedziński
24.  Jurica Pavlic

## Kalendarz 2009
| Runda | Oficjalna nazwa                                    | Grand Prix           | Stadion                      | Miasto    | Data            |
| ----- | -------------------------------------------------- | -------------------- | ---------------------------- | --------- | --------------- |
| 1     | FIM Czech Republic Speedway Grand Prix             | GP Czech             | Stadion Markéta              | Praga     | 25 kwietnia     |
| 2     | FIM Otomoto.pl European Speedway Grand Prix        | GP Europy            | Stadion im. Alfreda Smoczyka | Leszno    | 9 maja          |
| 3     | FIM Swedish Speedway Grand Prix                    | GP Szwecji           | Ullevi                       | Göteborg  | 30 maja         |
| 4     | FIM Danish Speedway Grand Prix                     | GP Danii             | Parken                       | Kopenhaga | 13 czerwca      |
| 5     | FIM British Speedway Grand Prix                    | GP Wielkiej Brytanii | Millenium Stadium            | Cardiff   | 27 czerwca      |
| 6     | FIM Latvijas Mobilais Telefons Speedway Grand Prix | GP Łotwy             | Latvijas Spidveja Centrs     | Dyneburg  | 1 sierpnia      |
| 7     | FIM Scandinavian Speedway Grand Prix               | GP Skandynawii       | G&B Stadium                  | Målilla   | 15 sierpnia     |
| 8     | FIM Nordic Speedway Grand Prix                     | GP Nordyckie         | Speedway Center              | Vojens    | 29 sierpnia     |
| 9     | FIM Slovenian Speedway Grand Prix                  | GP Słowenii          | Stadion Matije Gubca         | Krško     | 12 września     |
| 10    | FIM Italian Speedway Grand Prix                    | GP Włoch             | Olympia Stadium              | Terenzano | 26 września     |
| 11    | FIM Polish Speedway Grand Prix                     | GP Polski            | Stadion Polonii              | Bydgoszcz | 17 października |

## Wyniki i klasyfikacje

### Grand Prix
| Runda | Grand Prix                   | 1. miejsce       | 2. miejsce       | 3. miejsce       | Wyniki |
| ----- | ---------------------------- | ---------------- | ---------------- | ---------------- | ------ |
| 1     | Grand Prix Czech             | Emil Sajfutdinow | Fredrik Lindgren | Jason Crump      | Wynik  |
| 2     | Grand Prix Europy            | Jason Crump      | Tomasz Gollob    | Andreas Jonsson  | Wynik  |
| 3     | Grand Prix Szwecji           | Emil Sajfutdinow | Jason Crump      | Antonio Lindbäck | Wynik  |
| 4     | Grand Prix Danii             | Jason Crump      | Greg Hancock     | Tomasz Gollob    | Wynik  |
| 5     | Grand Prix Wielkiej Brytanii | Jason Crump      | Fredrik Lindgren | Hans Andersen    | Wynik  |
| 6     | Grand Prix Łotwy             | Greg Hancock     | Kenneth Bjerre   | Tomasz Gollob    | Wynik  |
| 7     | Grand Prix Skandynawii       | Tomasz Gollob    | Jason Crump      | Hans Andersen    | Wynik  |
| 8     | Grand Prix Nordyckie         | Andreas Jonsson  | Rune Holta       | Kenneth Bjerre   | Wynik  |
| 9     | Grand Prix Słowenii          | Emil Sajfutdinow | Rune Holta       | Tomasz Gollob    | Wynik  |
| 10    | Grand Prix Włoch             | Tomasz Gollob    | Hans Andersen    | Nicki Pedersen   | Wynik  |
| 11    | Grand Prix Polski            | Nicki Pedersen   | Leigh Adams      | Sebastian Ułamek | Wynik  |

### Zawodnicy
| Poz | Zawodnik                   | CZE | EUR | SWE | DNK | GBR | LVA | SCA | NOR | SVN | ITA | POL | Punkty |
| --- | -------------------------- | --- | --- | --- | --- | --- | --- | --- | --- | --- | --- | --- | ------ |
| 1   | (2) Jason Crump            | 14  | 22  | 16  | 22  | 24  | 10  | 18  | 8   | 12  | 4   | 9   | 159    |
| 2   | (3) Tomasz Gollob          | 7   | 17  | 7   | 13  | 9   | 16  | 22  | 7   | 12  | 23  | 11  | 144    |
| 3   | (15) Emil Sajfutdinow      | 17  | 9   | 20  | 14  | 7   | 10  | 5   | 14  | 24  | 11  | 7   | 138    |
| 4   | (4) Greg Hancock           | 10  | 16  | 5   | 14  | 14  | 20  | 8   | 10  | 9   | 7   | 8   | 121    |
| 5   | (7) Andreas Jonsson        | 11  | 16  | 12  | 7   | 5   | 6   | 10  | 20  | 5   | 12  | 12  | 116    |
| 6   | (1) Nicki Pedersen         | 12  | 9   | 13  | 10  | 8   | ns  | 7   | 11  | 10  | 12  | 18  | 110    |
| 7   | (8) Rune Holta             | 3   | 8   | 11  | 5   | 7   | 7   | 2   | 15  | 19  | 8   | 14  | 99     |
| 8   | (12) Kenneth Bjerre        | 10  | 5   | 8   | 8   | 7   | 15  | 10  | 15  | 7   | 5   | 8   | 98     |
| 9   | (10) Fredrik Lindgren      | 19  | 2   | 9   | 3   | 16  | 6   | 9   | 12  | 6   | 6   | 6   | 94     |
| 10  | (5) Hans N. Andersen       | 6   | 6   | 5   | 6   | 15  | 9   | 14  | 4   | 5   | 18  | 3   | 91     |
| 11  | (6) Leigh Adams            | 13  | 6   | 3   | 6   | 3   | 11  | 5   | 7   | 13  | 2   | 15  | 80     |
| 12  | (14) Sebastian Ułamek      | 5   | 8   | 6   | 8   | 8   | 6   | 5   | 8   | 2   | 3   | 16  | 75     |
| 13  | (13) Grzegorz Walasek      | 6   | 5   | 6   | 7   | 1   | 6   | 6   | 7   | 6   | 13  | 3   | 66     |
| 14  | (11) Chris Harris          | 6   | 5   | 5   | 5   | 9   | 5   | 8   | 1   | 4   | 11  | 3   | 62     |
| 15  | (9) Scott Nicholls         | 4   | 1   | 1   | 5   | 6   | 3   | 5   | 3   | 7   | 6   | 4   | 45     |
| 16  | (16) Antonio Lindbäck      |     |     | 17  |     |     |     | 10  |     |     |     |     | 27     |
| 17  | (16) (19) Niels K. Iversen |     |     |     | 11  |     | 8   |     | 1   |     |     |     | 20     |
| 18  | (16) Jarosław Hampel       |     | 9   |     |     |     |     |     |     |     |     |     | 9      |
| 19  | (16) Matej Zagar           |     |     |     |     |     |     |     |     | 7   |     |     | 7      |
| 20  | (16) Grigorij Laguta       |     |     |     |     |     | 6   |     |     |     |     |     | 6      |
| 21  | (16) Adrian Miedziński     |     |     |     |     |     |     |     |     |     |     | 6   | 6      |
| 22  | (16) Edward Kennett        |     |     |     |     | 4   |     |     |     |     |     |     | 4      |
| 23  | (16) Guglielmo Franchetti  |     |     |     |     |     |     |     |     |     | 2   |     | 2      |
| 24  | (16) Matěj Kůs             | 1   |     |     |     |     |     |     |     |     |     |     | 1      |
| 25  | (17) Mattia Carpanese      |     |     |     |     |     |     |     |     |     | 0   |     | 0      |

| Kolor     | Wynik                 |
| --------- | --------------------- |
| Złoty     | Zwycięzca             |
| Srebrny   | 2. miejsce            |
| Brązowy   | 3. miejsce            |
| Zielony   | Pierwsza ósemka       |
| Niebieski | Rezerwa/„dzika karta” |